# Johan Nordahl Brun
Johan Nordahl Brun, né le 21 mars 1745 à Trondheim et mort le 26 juillet 1816, est un poète dramaturge, évêque (de Bergen de 1804 à 1816) et politicien norvégien. Il a fortement contribué à la montée du nationalisme romantique en Norvège.

## Biographie
Il vit deux années à Copenhague avant de revenir dans son pays natal pour y servir comme chapelain (1772). En 1774, il est nommé pasteur à Bergen, puis devient évêque en 1803.

## Distinctions
- Commandeur de l'ordre royal de l'Étoile polaire (Suède)
- Chevalier de l'ordre de Dannebrog

## Œuvres
On lui doit essentiellement des poésies publiées en Norvège de 1773 à 1777, mais aussi quelques pièces de théâtre.
- Zarine (tragédie, 1772)
- Tambes-Kialver (tragédie, 1772)